# Oggi (Fabrizio Moro)
Oggi è un singolo del cantante italiano Fabrizio Moro, pubblicato il 13 maggio 2022 come secondo estratto dal secondo EP La mia voce.

## Video musicale
Il video, diretto dallo stesso Moro e da Alessio De Leonardis, è stato reso disponibile in concomitanza del lancio del singolo attraverso il canale YouTube del cantante.